# Ентоні Суаїбі
Ентоні Суаїбі (9 липня 1998) — ліванський плавець. Учасник Чемпіонату світу з водних видів спорту 2017, де в попередніх запливах на дистанціях 50 метрів брасом і 100 метрів вільним стилем посів, відповідно, 65-те і 78-ме місця й не потрапив до півфіналів.